# Chris Sievernich
Chris Sievernich (* 10. Dezember 1946 in Frankfurt am Main) ist ein deutscher Filmproduzent.

## Leben und Wirken
Über Sievernichs Herkunft, frühen Jahre und Werdegang ist derzeit kaum etwas bekannt. Über Hark Bohm kam er Ende der 1970er Jahre als Produktionsleiter zum Film. 1979 stieß er als Gesellschafter zu der Firma Road Movies Filmproduktion von Wim Wenders und produzierte in den folgenden fünf Jahren das Gros von Wenders’ Inszenierungen. Nach dem auch international großen Erfolg von Paris, Texas (Goldene Palme im Mai 1984 in Cannes) übersiedelte Sievernich Mitte der 1980er Jahre sukzessive nach Dublin, Los Angeles und London und setzt dort seine Produzententätigkeit fort. Nach anfänglich ambitionierten Filmen wie John Hustons Abschiedsvorstellung Die Toten betreute Chris Sievernich bald darauf als Herstellungsleiter (executive producer) fast nur noch klassische Hollywood-Mainstreamunterhaltung wie The Crow III - Tödliche Erlösung und Wedding Planner – Verliebt, verlobt, verplant. Seit 2007 ist Sievernich als Filmproduzent nicht mehr aktiv.

## Filmografie
- 1978: Liebe und Abenteuer
- 1980: Nick’s Film – Lightning Over Water
- 1982: Chambre 666 (Fernsehfilm)
- 1982: Der Stand der Dinge
- 1982: Reverse Angle (Fernsehfilm)
- 1983: Schwarzfahrer
- 1984: Paris, Texas
- 1984: I played It for You
- 1985: Tokyo-Ga
- 1986: Paradies
- 1987: Die Toten (The Dead)
- 1991: Rebeccas’s Töchter (Rebecca’s Daughters)
- 1992: … und der Himmel steht still (The Innocent)
- 1996: Zwei seriöse Damen in Dublin (Snakes and Ladders)
- 1999: Nurse Betty
- 1999: The Crow III - Tödliche Erlösung (The Crow: Salvation)
- 1999: Ein heißer Coup (Where the Money is)
- 2000: Wedding Planner – Verliebt, verlobt, verplant (The Wedding Planner)
- 2000: Über kurz oder lang (Blow Dry)
- 2001: Der stille Amerikaner (The Quiet American)
- 2004: Drum – Wahrheit um jeden Preis (Drum)
- 2005: Tamara – Rache kann so verführerisch sein (Tamara)
- 2006: In a Dark Place
- 2006: Drive Thru